# Championnat d'Allemagne de hockey sur glace 1997-1998
Saison précédente Saison suivante
La saison 1997-1998 est la 4e saison de la Deutsche Eishockey-Liga.

## Contexte
Le nombre de joueurs étrangers devient libre et les effectifs sont bouleversés. Peu après le début de saison, les Wedemark Scorpions deviennent les Hanovre Scorpions et Kaufbeurer Adler, dernière équipe au classement, se retire en novembre (problèmes financiers) et ses matchs sont annulés.

## Saison régulière

### Première phase
Un premier tour sépare les équipes en deux groupes après 28 matchs.
|     | Club                        | MJ           | V            | N            | D            | Dp           | BP           | BC           | Points       |
| --- | --------------------------- | ------------ | ------------ | ------------ | ------------ | ------------ | ------------ | ------------ | ------------ |
| 1.  | Adler Mannheim              | 28           | 20           | 2            | 1            | 5            | 111          | 74           | 43           |
| 2.  | Düsseldorfer EG             | 28           | 20           | 0            | 0            | 8            | 113          | 88           | 40           |
| 3.  | EV Landshut                 | 28           | 18           | 2            | 1            | 7            | 100          | 64           | 39           |
| 4.  | Frankfurt Lions             | 28           | 16           | 4            | 1            | 7            | 92           | 74           | 37           |
| 5.  | Eisbären Berlin             | 28           | 15           | 4            | 0            | 9            | 97           | 79           | 34           |
| 6.  | Kölner Haie                 | 28           | 14           | 4            | 1            | 9            | 104          | 94           | 33           |
| 7.  | Krefeld Pinguine            | 28           | 14           | 2            | 1            | 11           | 85           | 84           | 31           |
| 8.  | Hannover Scorpions          | 28           | 12           | 3            | 2            | 11           | 88           | 96           | 29           |
| 9.  | Schwenninger ERC Wild Wings | 28           | 11           | 5            | 2            | 10           | 98           | 100          | 29           |
| 10. | Berlin Capitals             | 28           | 11           | 2            | 4            | 11           | 73           | 81           | 28           |
| 11. | Kassel Huskies              | 28           | 10           | 2            | 3            | 13           | 82           | 86           | 25           |
| 12. | Nürnberg Ice Tigers         | 28           | 9            | 2            | 2            | 15           | 93           | 107          | 22           |
| 13. | Revierlöwen Oberhausen      | 28           | 9            | 3            | 1            | 16           | 81           | 103          | 22           |
| 14. | Augsburger Panther          | 28           | 10           | 0            | 2            | 16           | 78           | 107          | 22           |
| 15. | Starbulls Rosenheim         | 28           | 3            | 1            | 0            | 24           | 70           | 138          | 7            |
| 16. | Kaufbeurer Adler            | disqualifiée | disqualifiée | disqualifiée | disqualifiée | disqualifiée | disqualifiée | disqualifiée | disqualifiée |

Légende: MJ = Matchs joués, V = Victoires, N = Nuls, D = Défaites, Dp = Défaite après prolongation, BP = Buts marqués, BC = Buts encaissés

      = Tour final,       = Tour de qualification.

### Tour final
Classement après double aller-retour et cumul avec la phase préliminaire. 
|    | Club            | MJ | V  | N | D | Dp | BP  | BC   | Points |
| -- | --------------- | -- | -- | - | - | -- | --- | ---- | ------ |
| 1. | Eisbären Berlin | 48 | 27 | 6 | 1 | 14 | 179 | 139  | 61     |
| 2. | Frankfurt Lions | 48 | 27 | 6 | 1 | 14 | 160 | 126  | 61     |
| 3. | Kölner Haie     | 48 | 26 | 6 | 2 | 14 | 160 | 1474 | 60     |
| 4. | Adler Mannheim  | 48 | 26 | 3 | 3 | 16 | 170 | 145  | 58     |
| 5. | Düsseldorfer EG | 48 | 27 | 1 | 2 | 18 | 166 | 164  | 57     |
| 6. | EV Landshut     | 48 | 25 | 4 | 2 | 17 | 148 | 118  | 56     |

### Tour de qualification
Un aller-retour entre chaque équipe et cumul avec la phase précédente. Les deux premières équipes sont qualifiés en Play-Offs, les autres en barrage pour le maintien.
|    | Club                        | MJ | V  | N | D | Dp | BP  | BC  | Points |
| -- | --------------------------- | -- | -- | - | - | -- | --- | --- | ------ |
| 1. | Hannover Scorpions          | 44 | 22 | 6 | 2 | 14 | 160 | 142 | 52     |
| 2. | Berlin Capitals             | 44 | 19 | 7 | 4 | 14 | 136 | 119 | 49     |
| 3. | Schwenninger ERC Wild Wings | 44 | 19 | 5 | 3 | 17 | 157 | 148 | 46     |
| 4. | Kassel Huskies              | 44 | 19 | 3 | 4 | 18 | 140 | 128 | 45     |
| 5. | Krefeld Pinguine            | 44 | 18 | 6 | 1 | 19 | 126 | 141 | 43     |
| 6. | Nürnberg Ice Tigers         | 44 | 18 | 4 | 2 | 20 | 126 | 141 | 42     |
| 7. | Augsburger Panther          | 44 | 16 | 2 | 2 | 24 | 122 | 160 | 36     |
| 8. | Revierlöwen Oberhausen      | 44 | 14 | 4 | 1 | 25 | 132 | 184 | 33     |
| 9. | Starbulls Rosenheim         | 44 | 6  | 3 | 0 | 35 | 105 | 204 | 15     |

Légende: MJ = Matchs joués, V = Victoires, N = Nuls, D = Défaites, Dp = Défaite après prolongation, BP = Buts marqués, BC = Buts encaissés

      = Qualification pour les play-offs,       = Non qualifié.

## Play-offs
Le retrait de Kaufbeuren entraine un changement de formule avec un tour préliminaire de playoffs. Tous les tours sont disputés au meilleur des cinq matchs (la première équipe à atteindre 3 victoires passe le tour), sauf le 2e tour préliminaire. 

### Tour préliminaire

#### 1erTour
|                             |   |                         | Serie | 1   | 2        | 3   | 4   | 5   |
| --------------------------- | - | ----------------------- | ----- | --- | -------- | --- | --- | --- |
| Hannover Scorpions          | – | Revier Löwen Oberhausen | 3:0   | 6:2 | 5:2      | 5:4 | –   | –   |
| Berlin Capitals             | – | Augsburger Panther      | 1:3   | 3:2 | 1:3      | 0:2 | 1:4 | –   |
| Schwenninger ERC Wild Wings | – | Nürnberg Ice Tigers     | 3:2   | 6:2 | 4:5 n.V. | 5:2 | 2:4 | 6:2 |
| Kassel Huskies              | – | Krefeld Pinguine        | 1:3   | 3:5 | 2:5      | 5:3 | 1:2 | –   |

#### 2eTour
|                             |   |                    | Serie | 1   | 2   | 3   |
| --------------------------- | - | ------------------ | ----- | --- | --- | --- |
| Hannover Scorpions          | – | Augsburger Panther | 2:0   | 4:3 | 5:2 | –   |
| Schwenninger ERC Wild Wings | – | Krefeld Pinguine   | 1:2   | 4:3 | 2:6 | 2:5 |

LesHannover Scorpions et les Krefeld Pinguine se qualifient.

### Tournoi final

#### Arbre
|  | Quarts de finale | Quarts de finale   | Quarts de finale | Quarts de finale |   |                 | Demi-finales | Demi-finales | Demi-finales | Demi-finales |  |  | Finale | Finale | Finale | Finale |
|  |                  |                    |                  |                  |   |                 |              |              |              |              |  |  |        |        |        |        |
|  |                  |                    |                  |                  |   |                 |              |              |              |              |  |  |        |        |        |        |
|  |                  |                    |                  |                  |   |                 |              |              |              |              |  |  |        |        |        |        |
|  | 5                | Eisbären Berlin    | 3                | 3                |   |                 |              |              |              |              |  |  |        |        |        |        |
|  | 5                | Eisbären Berlin    | 3                | 3                |   |                 |              |              |              |              |  |  |        |        |        |        |
|  | 7                | Krefeld Pinguine   | 0                | 0                |   |                 |              |              |              |              |  |  |        |        |        |        |
|  | 7                | Krefeld Pinguine   | 0                | 0                | 5 | Eisbären Berlin | 3            | 3            |              |              |  |  |        |        |        |        |
|  |                  |                    |                  |                  | 5 | Eisbären Berlin | 3            | 3            |              |              |  |  |        |        |        |        |
|  |                  |                    | 3                | EV Landshut      | 0 | 0               |              |              |              |              |  |  |        |        |        |        |
|  | 6                | Kölner Haie        | 3                | EV Landshut      | 0 | 0               | 0            | 0            |              |              |  |  |        |        |        |        |
|  | 6                | Kölner Haie        |                  |                  |   |                 |              | 0            |              |              |  |  |        |        |        |        |
|  | 3                | EV Landshut        | 3                | 3                |   |                 |              |              |              |              |  |  |        |        |        |        |
|  | 3                | EV Landshut        | 3                | 3                | 5 | Eisbären Berlin | 1            | 1            |              |              |  |  |        |        |        |        |
|  |                  |                    |                  |                  | 5 | Eisbären Berlin | 1            | 1            |              |              |  |  |        |        |        |        |
|  |                  |                    | 1                | Adler Mannheim   | 3 | 3               |              |              |              |              |  |  |        |        |        |        |
|  | 4                | Frankfurt Lions    | 1                | Adler Mannheim   | 3 | 3               | 3            | 3            |              |              |  |  |        |        |        |        |
|  | 4                | Frankfurt Lions    |                  |                  |   |                 |              |              |              |              |  |  |        |        |        |        |
|  | 8                | Hannover Scorpions | 1                | 1                |   |                 |              |              |              |              |  |  |        |        |        |        |
|  | 8                | Hannover Scorpions | 1                | 1                | 4 | Frankfurt Lions | 0            | 0            |              |              |  |  |        |        |        |        |
|  |                  |                    |                  |                  | 4 | Frankfurt Lions | 0            | 0            |              |              |  |  |        |        |        |        |
|  |                  |                    | 1                | Adler Mannheim   | 3 | 3               |              |              |              |              |  |  |        |        |        |        |
|  | 1                | Adler Mannheim     | 1                | Adler Mannheim   | 3 | 3               | 3            | 3            |              |              |  |  |        |        |        |        |
|  | 1                | Adler Mannheim     |                  |                  |   |                 |              | 3            |              |              |  |  |        |        |        |        |
|  | 2                | Düsseldorfer EG    | 0                | 0                |   |                 |              |              |              |              |  |  |        |        |        |        |
|  | 2                | Düsseldorfer EG    | 0                | 0                |   |                 |              |              |              |              |  |  |        |        |        |        |
|  |                  |                    |                  |                  |   |                 |              |              |              |              |  |  |        |        |        |        |

#### Quarts de finale
|                 |   |                    | Serie | 1        | 2        | 3        | 4   | 5 |
| --------------- | - | ------------------ | ----- | -------- | -------- | -------- | --- | - |
| Eisbären Berlin | – | Krefeld Pinguine   | 3:0   | 4:3 n.V. | 4:3 n.V. | 5:1      | –   | – |
| Frankfurt Lions | – | Hannover Scorpions | 3:1   | 4:3 n.V. | 4:1      | 2:4      | 4:2 | – |
| Kölner Haie     | – | EV Landshut        | 0:3   | 3:4 n.V. | 1:9      | 4:3 n.P. | –   | – |
| Adler Mannheim  | – | Düsseldorfer EG    | 3:0   | 7:2      | 4:3      | 6:1      | –   | – |

### Demi-finales
|                 |   |                | Serie | 1   | 2   | 3        | 4 | 5 |
| --------------- | - | -------------- | ----- | --- | --- | -------- | - | - |
| Eisbären Berlin | – | EV Landshut    | 3:0   | 7:4 | 2:1 | 2:0      | – | – |
| Frankfurt Lions | – | Adler Mannheim | 0:3   | 2:6 | 1:5 | 3:4 n.P. | – | – |

### Finale
|                 |   |                | Serie | 1   | 2   | 3   | 4   | 5 |
| --------------- | - | -------------- | ----- | --- | --- | --- | --- | - |
| Eisbären Berlin | – | Adler Mannheim | 1:3   | 0:2 | 2:4 | 8:7 | 1:4 | – |

## Bilan
Les Adler Mannheim remportent à nouveau le titre.
Récompenses :
- Meilleur buteur : Mark MacKay (Schwenningen), 67 points (25 buts, 42 assists).
- Équipe-type : Petr Briza (Landshut) ; Chris Snell (Francfort) - Rob Cowie (Eisbären Berlin) ; Joe West (Hanovre) - Mark MacKay (Schwenningen) - John Chabot (Francfort).
- Meilleur joueur : Mark MacKay (Schwenningen)
- Meilleur gardien : Petr Briza (Landshut)
- Meilleur défenseur : Rob Cowie (Eisbären Berlin)
- Meilleur joueur allemand : Dieter Hegen (Düsseldorf)
- Meilleur entraîneur : Chris Valentine (Düsseldorf)